# Lionel Ray
Pour les articles homonymes, voir Ray.
Lionel Ray, né Robert Lorho le 19 janvier 1935 à Mantes-la-Ville, est un poète et essayiste français.

## Biographie
Robert Lorho est né en 1935 d'un père d'origine bretonne, décoré de la croix de guerre étoile d'argent en 1918, et d'une mère wallonne. Il passe son enfance dans la ville de Mantes-la-Jolie.
Après avoir publié quelques recueils sous son vrai nom, Robert Lorho, agrégé de lettres, professeur de khâgne au lycée Chaptal (où le jeune Didier Barbelivien suivra ses ateliers de poésie), prend en 1970 le pseudonyme de Lionel Ray. Louis Aragon présente ses nouveaux poèmes dans Les Lettres françaises (1970, 1971, 1972), et publie l'essentiel de son œuvre aux éditions Gallimard. Contemporain proche - entre autres - des auteurs Charles Le Quintrec, Robert Sabatier, Claude Roy, Alain Bosquet, Michel Butor, Yves Bonnefoy, et Georges Emmanuel Clancier, il est lauréat de prix prestigieux tels que le prix Antonin-Artaud (1991), le prix Goncourt de la poésie (1995), le Grand prix de poésie de la SGDL (Société des gens de lettres), le grand prix de Poésie de la Ville de Lyon, prix Roger-Kowalski, prix de poésie Pierrette-Micheloud (2010) et beaucoup d'autres. Lionel Ray - après l'avoir présidée durant dix ans - est désormais vice-président de l'Académie Mallarmé, il est également membre des comités de la revue Europe, du journal mensuel Aujourd'hui poème et de plusieurs jurys de prix de poésie (Mallarmé, Max Jacob, Alain Bosquet). 
En outre, il anime des ateliers d'écriture à l'université de Paris-Sorbonne et dans d'autres villes. Invité en Europe, en Afrique, en Amérique du Sud, aux États-Unis et en Inde, Lionel Ray "accomplit un métier d'oiseau qui ne s'attarde pas." Son recueil L'Invention des bibliothèques a été publié sous le nom de Laurent Barthélemy, un jeune poète que Lionel Ray aurait découvert. Ses derniers livres de poèmes Entre nuit et soleil (2010) et Souvenirs de la maison du Temps (2017) approfondissent la question d'identité, qui est le thème majeur de son œuvre . Lionel Ray a également publié plusieurs anthologies de poésie française et bengalie en collaboration avec l'autrice Shumona Sinha, son ex-épouse.  
Après une vie entière passée en région parisienne, Lionel Ray est retourné à ses anciennes racines bretonnes et vit aujourd'hui à Saint-Brieuc.

## Œuvres

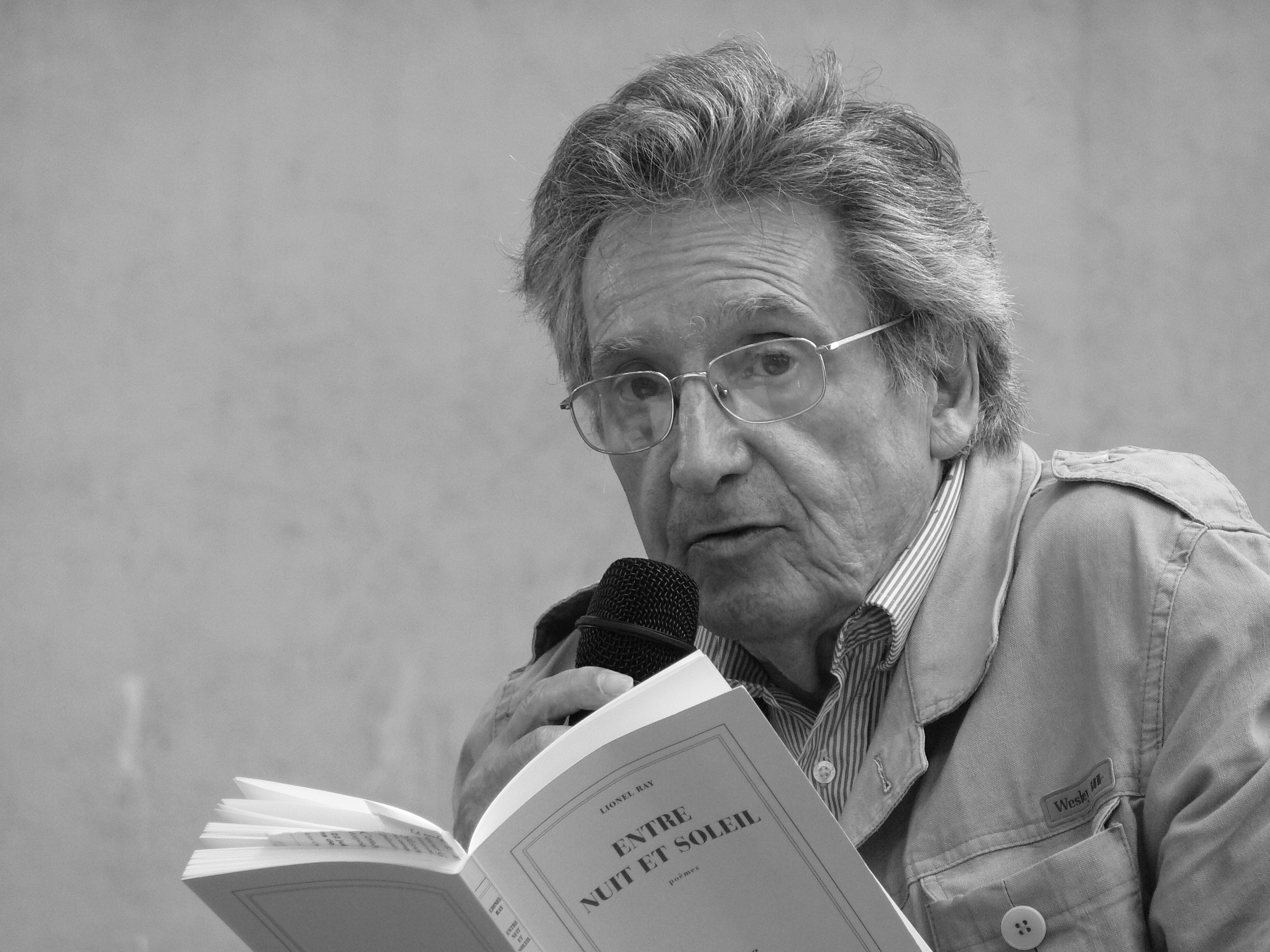
Lionel Ray au festival Voix Vives à Sète le 27 juillet 2010

- Si l'ombre cède, collection jeune poésie nrf, Gallimard, 1959, 40p.
- Légendaire, Seghers, 1965, 96 p., préface de Robert Mallet. - Prix Guillaume-Apollinaire
- Les Métamorphoses du biographe ; suivi de la parole possible, Gallimard, 1971, 131 p.
- Charles le Quintrec, poètes d'aujourd'hui, Seghers, 1971
- Lettre ouverte à Aragon sur le bon usage de la réalité, Paris, Les Éditeurs français réunis, 1971, 111 p
- L’Interdit est mon opéra, Gallimard, 1973, 116 p.
- Arthur Rimbaud, Seghers (Poètes d’aujourd’hui), 1976, 183 p. Nouvelle édition 2001.
- Partout ici même, Gallimard, 1978, 191 p.
- Aveuglant aveuglé, Saint-Laurent-du-Pont : Le Verbe et l’empreinte, 1981, np.
- Le Corps obscur, Gallimard, 1981, 112 p. - Prix Mallarmé et prix Henri-Mondor 1988 de l'Académie Française
- Nuages, Nuit : poèmes, Gallimard, 1983, 123 p. Prix Henri-Mondor 1988 de l'Académie Française
- Empreintes, Saint-Laurent-du-Pont : Le Verbe et l’empreinte, 1984, [6 p.].
- L’Inaltérable, Saint-Laurent-du-Pont : Le Verbe et l’empreinte, 1984, [3 p.].
- Voyelles et Consonne, Saint-Laurent-du-Pont : Le Verbe et l’empreinte, 1984, [12 p.].
- Approches du lieu ; suivi de Lionel Ray et l'état chantant par Maurice Regnaut, Moulins : Ipomée, 1986, 115 p.
- Le Nom perdu : poèmes, Gallimard, 1987, 127 p. Prix Henri-Mondor 1988 de l'Académie Française
- Une sorte de ciel : poèmes, Gallimard, 1990, 114 p. (prix Antonin-Artaud)
- Comme un château défait : poèmes, Gallimard, 1993, 151 p. - Prix Supervielle 1994, prix Goncourt de poésie 1995
- Syllabes de sable : poèmes, Gallimard, 1996, 170 p.
- Pages d'ombre : poèmes. Gallimard, 2000. (grand prix de poésie de la société des gens de lettres, 2001, prix Roger Kowalski de la ville de Lyon, prix Guillevic de la ville de Saint-Malo)
- Aragon, Seghers, coll. « Poètes d'aujourd'hui », 2002
- Matière de nuit : poèmes. Gallimard, 2004 (prix Paul Verlaine 2005 de l'Académie Française)
- 12 poetas bengalis : recueil de poésie bengalie en version française et espagnole, en collaboration avec Sumana Sinha, Ed. Lancelot, 2006. Murcia.
- Non à la guerre : Editions Turquoise, anthologie / poésies du monde, 2006
- Tout est chemins : Anthologie de la poésie bengalie en version française en collaboration avec Sumana Sinha, éd. Le Temps des cerises, Paris. 2007.
- L'Invention des bibliothèques (les poèmes de Laurent Barthélemy): Gallimard, 2007
- Le Procès de la vieille dame. Eloge de la poésie. Recueil d'essais. Éditions de la Différence. 2008
- Entre nuit et soleil, Gallimard, 2010 - Prix de poésie Pierrette-Micheloud 2010
- Lettres imaginaires, vers et proses, Les écrits du Nord - Editions Henry, 2010
- Voix de femmes : Editions Turquoise, anthologie / poèmes du monde entier, 2012
- Souvenirs de la maison du Temps, Gallimard, 2017
- Les récits de l'ombre et autres poèmes, Gallimard, 2023

Lionel Ray a collaboré régulièrement avec des peintres :
- Le dessin est une mémoire : autour de l’œuvre graphique de Le Yaouanc, Association culturelle de la Faculté des lettres et des langues de l’Université de Poitiers : Éditions de la Licorne, 1996, np [32 p.].
- Plusieurs ouvrages sur et avec le peintre cubain Joaquin Ferrer : Joaquin Ferrer ou l'Imaginaire absolu (monographie, éd. Palantines, Quimper, 2001, 130 illustrations).
- Sumana : recueil de neuf poèmes d'amour dédiés à son épouse, accompagné de la peinture de Bardet C.J. et de la traduction bengalie de ces poèmes par Sumana Sinha.
- Comme nuage et vent, recueil de 6 poèmes accompagnés de 4 gravures en eau-forte de la calligraphe Els Baekelandt (Éditions Sanchez-Alamo, graphisme analogique de la zone opaque, Paris, 2006)
- Au miroir des mots, avec les peintures de Lydia Padellec, éditions de la Lune bleue, 2013
- De ciel et d'ombre, recueil accompagné d'encres de Julius Baltazar, éditions Al Manar, 2014, Neuilly-sur-Seine